# S/S Ingrid Horn
S/S Ingrid Horn var et tysk fragtskib som forliste 31. juli 1917 tæt ved byen Dalarö i Stockholms sydlige skærgård, i Haninge kommune. Skibet var et dampskib bygget af stål i 1901/1902 på Neptun Werft i Rostock. Skibet tilhørte rederiet H.C. Horn i Slesvig.
Forliset fandt sted under 1. verdenskrig, hvor skibet i Luleå havde hentet en last jernmalm til den tyske krigsindustri. Det var nu på vej til Landsort, hvor det skulle indgå i en konvoj. På tidspunktet for forliset sejlede Ingrid Horn indenskærs af frygt for engelske ubåde (ni engelske undervandsbåde opererede fra russiske baser i Østersøen).
På natten hvor forliset skete kort efter midnat, sejlede S/S Ingrid Horn uden lys i nogle af lanternerne for at spare lampeolie. Det var i tæt tåge, og et svensk skib, S/S Bergvik, som sejlede med halv fart på grund af tågen, så kun Ingrid Horns toplanterne, og troede derfor, at det fremmede skib lå for anker. For sent opdagede man, at det var et skib i fart, og på kollisionskurs. Der blev på Bergvik slået fuld bak og givet signal med dampfløjten. Bergvik ramte midt på Ingrid Horns bagbordsside. Bergviks stævn trængte tre meter ind i Ingrid Horns skrog. Ingrid Horn begyndte straks at synke med Bergvik siddende fast i skroget. I sidste øjeblik fik Bergvik trukket sig fri, og vandet trængte da endnu hurtigere ind i Ingrid Horn.
Det angives, at S/S Ingrid Horn sank mindre end to minutter efter kollisionen.
Kun én overlevede. To svenske lodser og sytten besætningsmedlemmer omkom. Kirkebogen fra Dalarö oplyser, at af de sytten blev kun én fundet og begravet.
Nuomstunder udgør vraget af Ingrid Horn et populært mål for fritidsdykkere. Det står relativt velbevaret opretstående på havbunden på 38 m dybde.